# Cerkiew Zwiastowania w Kijowie
Cerkiew Zwiastowania (ukr. Благовіщенська церква) – niezachowana do naszych czasów cerkiew zbudowana w latach 1885-1887 według projektu Władimira Nikołajewa. 

## Historia
Budowa cerkwi rozpoczęła się w 1885 po trwającej dziesięć lat zbiórce pieniędzy na ten cel. W dwa lata później obiekt, razem z przylegającą do niego szkołą parafialną, został oddany do użytku wiernym. W 1912 ukończono prace nad cerkiewną dzwonnicą, na której zawieszono trzytonowy dzwon. 
Parafię zamknięto w 1935 r. decyzją władz stalinowskich, a sama świątynia została niemal natychmiast zniszczona, na jej miejscu wybudowano gimnazjum (obecnie Liceum nr 21).

## Architektura
Cerkiew Zwiastowania razem z przylegającymi budynkami stanowiła imponujący kompleks architektoniczny w stylu staroruskim, wzniesiony na planie nieregularnego wieloboku. Centralny punkt obiektu stanowiła zwieńczona krzyżem kopuła, narożniki cerkwi dekorowały mniejsze kopuły oraz dzwonnica o podobnym kształcie. Świątynia była bogato zdobiona mozaikami i freskami zarówno wewnątrz, jak i na ścianach zewnętrznych. Okna cerkwi były półkoliste, tworząc harmonijne rzędy poniżej poziomu dachu, na niższych poziomach były otaczane płaskorzeźbami. Każde z kilku wejść do świątyni było dodatkowo dekorowane portalem. 